# Montsec d'Estall
El Montsec d'Estall es troba a l'oest de la Serra del Montsec. És més petit i menys alt que el Montsec d'Ares o que el Montsec de Rúbies. Pertany a la comarca aragonesa de la Baixa Ribagorça.
Queda separat del Montsec d'Ares per la Noguera Ribagorçana, formant el congost de Mont-rebei.
El seu pic més alt és lo Graller de 1.329 metres.